# Податкова квота
Податкова квота — це частка податку в доході платника.
Вона може бути визначена в абсолютному розмірі й у відносному виразі. Значення податкової квоти полягає в тому, що вона характеризує рівень оподаткування. З погляду соціальної справедливості механізм оподаткування обов'язково має включати податкову квоту. Однак річ у тім, що тоді значно зменшуються податковий вплив і можливості використання податків як фінансових регуляторів. Тому в практиці оподаткування податкові квоти законодавчо не встановлюються.